# رادسلاویتسه (ناحیه ویشکوف)
رادسلاویتسه (به چکی: Radslavice) یک منطقهٔ مسکونی در جمهوری چک است که در ناحیه ویشکوو واقع شده‌است. رادسلاویتسه ۴٫۳۴ کیلومتر مربع مساحت و ۴۳۷ نفر جمعیت دارد و ۳۳۰ متر بالاتر از سطح دریا واقع شده‌است.